# 11819 Millarca
A 11819 Millarca (ideiglenes jelöléssel (11819) 1981 ER35) a Naprendszer kisbolygóövében található aszteroida. Schelte J. Bus fedezte fel 1981. március 2-án.

## Kapcsolódó szócikk
- Kisbolygók listája (11501–12000)